# Eva Šuranová
Eva Šuranová (dekliški priimek Kucmanová), slovaška atletinja, * 24. april 1946, Ózd, Madžarska, † 31. december 2016.
Nastopila je na poletnih olimpijskih igrah v letih 1972 in 1976, leta 1972 je osvojila bronasto medaljo v skoku v daljino. Na evropskih prvenstvih je osvojila srebrno medaljo leta 1974.